# Municipio de Ayers
El municipio de Ayers (en inglés: Ayers Township) es un municipio ubicado en el condado de Champaign en el estado estadounidense de Illinois. En el año 2010 tenía una población de 453 habitantes y una densidad poblacional de 7,64 personas por km².

## Geografía
El municipio de Ayers se encuentra ubicado en las coordenadas 39°55′24″N 87°58′26″O / 39.92333, -87.97389. Según la Oficina del Censo de los Estados Unidos, el municipio tiene una superficie total de 59.27 km², de la cual 59,27 km² corresponden a tierra firme y (0 %) 0 km² es agua.

## Demografía
Según el censo de 2010, había 453 personas residiendo en el municipio de Ayers. La densidad de población era de 7,64 hab./km². De los 453 habitantes, el municipio de Ayers estaba compuesto por el 97,79 % blancos, el 0,44 % eran afroamericanos, el 0,22 % eran asiáticos, el 0,22 % eran de otras razas y el 1,32 % eran de una mezcla de razas. Del total de la población el 1,32 % eran hispanos o latinos de cualquier raza.